# Interactiemodel van Ullman
Het interactiemodel van Ullman is een model in de economie en de sociale geografie, vernoemd naar de Amerikaanse geograaf Edward Ullman. Het model werd gepubliceerd in "Geography as Spatial Interaction" in 1980. Het model beschrijft de uitwisseling van personen (o.a. migratie en diensten), goederen (handel) en informatie tussen twee gebieden.
Volgens het model zijn er drie belangrijke factoren die een rol spelen bij deze ruimtelijke interactie:
ComplementariteitDe twee gebieden moeten elkaar aanvullen door middel van pull- en pushfactoren. Voorbeeld: Gebied i heeft een grote werkloosheid en gebied j heeft een grote vraag naar arbeid.
Tussenliggende mogelijkhedenDe tussenliggende mogelijkheden tussen de twee gebieden zijn niet te groot. Voorbeeld: Gebied i heeft een grote werkloosheid en gebied j heeft een vraag naar arbeid, maar gebied k is dichter bij gebied i, dus mensen gaan van gebied i naar gebied k in plaats van gebied j.
VerplaatsbaarheidVan het ene gebied naar het andere gebied gaan moet niet te veel tijd en moeite kosten. Voorbeeld: Gebied j kan de behoeftes van de mensen uit gebied i aanvullen, maar gebied j is moeilijk bereikbaar door een gebergte of oorlogsgebied.
De sterkte van de interactie kan gemeten worden door middel van de formule:
{\displaystyle I_{i,j}={\frac {p_{i}p_{j}}{d_{i,j}^{\beta }}}}
Waarbij:
- I: Sterkte van de interactie tussen i en j of de kwantiteit van de handel tussen i en j
- Pi = populatie van i
- Di,j = afstand tussen i en j
- β = impedantiefactor